# Ladislau I da Boémia
Ladislau I da Boémia ou também Vladislau I da Boémia foi um duque Boémia, governou entre 1109 e 1117. Seu governo foi antecedido pelo de Svatopluk da Boémia e foi sucedido pelo 2.º governo de Borivoi II da Boémia, ao que se lhe seguiu Sobeslau I da Boémia.